# Тэйлор, Дэн
Дэн Тейлор (англ. Dan Taylor; род. 23 мая 1938 года, Санта-Фе (Нью-Мексико), США) — специалист по охране природы и защитник природы на острове Гавайи. Возглавлял Департамент управления ресурсами в Гавайском вулканическом национальном парке (1979—1996), известен природоохранной деятельностью в Калифорнии, на Гавайях, в Африке, Пакистане, Индонезии и Китае.

## Биография
Родился 23 мая 1938 года в городе Санта-Фе, штат Нью-Мексико, в семье государственного служащего. В дальнейшем семья жила в Колорадо (с 1941), а затем в Сонома, штат Калифорния (с 1948).
Он учился в Университете Сан-Франциско (1956—1960) и в Калифорнийском Калифорнийском университете в Беркли (1960—1962 и 1968). Основным предметом изучения была культурная география, которая включала историю, культуру, антропологию и региональную географию.
Начал работать в отделе в качестве рабочего ассистента. Он подал заявку на преподавание географии для угандийских детей в Африке в течение 5 лет в школе католической миссии недалеко от столицы (Кампала).

### Работа в Калифорнийских национальных парках
Начал работать в Йосемитском национальном парке (1968) в отделе управления ресурсами. Основная работа состояла в том, чтобы восстановить естественные условия обитания в лесу и в Йосемити. Это включало поддержание контролируемых естественных пожаров в лесу. Лес зарос и был полон чужеродных растений, подрост диких деревьев не мог расти, потому что за 150 лет не было пожаров. Был разработан рецепт, который позволил нам сжигать подрост, не убивая зрелые деревья. Эта программа продолжается, он и его коллеги начали её в Йосемити, затем она распространилась на другие национальные парки на западе США, а затем он переехал в Национальный парк Секвойя, чтобы продолжить развитие «программы огня» дальше. Он работал с исследователем Брюсом М. Килгором в некоторых других национальных парках (Йосемити, Секвойя, Большой Каньон, Северный Каскад). Затем он перешёл в Глейшер (национальный парк, США).
Дэн и его коллеги должны были внимательно следить за состоянием сжигаемых растений, чтобы горела только мертвая древесина, маленькие деревья, травы и всё, что не должно было быть в этом регионе. Он изучалась степень возгорания, рельеф и погодные условия. Они обнаружили, что уже через несколько лет повторный пожар не требует особого внимания. Например: выжигать участки лучше пятнами, двигаться лучше сверху вниз — так пламя распространяется намного медленнее. В течение нескольких лет им удалось выжечь все луга в Йосемитской долине и снова открыть виды, чтобы туристы могли более четко видеть скалы и водопады. Это позволило восстановить естественную вегетацию в долине Йосемити.
Они узнали, что в древние времена индейцы делали то же самое, но им не нужно было беспокоиться о погодных условиях и склонах, так как пожары были регулярными в течение тысяч лет. По сути, они копировали то, что они делали, но с помощью современных методов. Это восстановило природные процессы в национальных парках.
Его фото было опубликовано в журнале Национальной географии (National Geographic).

### Деятельность на Гавайях
В 1979 году он перешел в Гавайский вулканический национальный парк. Он был назначен ответственным за программу управления природными ресурсами, но она не имела ничего общего с огнем. Основная проблема заключалась в борьбе с завезёнными европейцами и одичавшими свиньями, козами и другими чуждыми островным экосистемам животными и инвазивными растениями.
Следующие 28 лет он работал по программе восстановления местных растений и редких животных. Он был руководителем отдела управления ресурсами Национального парка. Ему удалось решить экологические проблемы с помощью взаимодействия и сотрудничества между парком, государственными органами, другими федеральными агентствами, частными организациями и широкой общественностью. Существовали такие проблемы, как защита исчезающих видов и среды их обитания, контроль за дикими копытными и экзотическими растениями, геотермальное развитие, качество воздуха, управление пещерами и другие в национальных парках.
Он руководил международными исследовательскими программами в рамках программы «Служба национальных парков США — VIP (волонтеры в парке)». По этой программе впервые в 1989 и 1991 годах в Гавайский вулканический национальный парк был приглашён учёный из СССР (Институт географии АН СССР)
В 1996 году вышел на пенсию и продолжил природоохранную деятельность в Азии, Африке, затем на Гавайях (остров), в основном в районе вулкана, на Гавайях .

## Награды
- 1991 — премия Службы национальных парков США за управление природными ресурсами[7].

## Организации и общества
- Международная амнистия
- Сьерра Клуб (Sierra Club)
- Всемирный фонд дикой природы